# Antonio Sánchez Santos
Antonio Sánchez Santos (Zamora, España; 29 de agosto de 1953) es un exfutbolista y entrenador español que se desempeñaba como defensa.
Es el sexto jugador con más partidos oficiales disputados en la historia del Real Valladolid (noviembre de 2022).

## Clubes
| Club                      | País          | Año           | PJ  | G |
| ------------------------- | ------------- | ------------- | --- | - |
| Zamora C. F.              | España        | 1973-74       |     |   |
| Real Valladolid Deportivo | España        | 1974 - 1984   | 334 | 6 |
| Total carrera             | Total carrera | Total carrera | 334 | 6 |

## Palmarés

### Como jugador

#### Trofeos nacionales
| Título          | Club                      | Lugar               | Año  |
| --------------- | ------------------------- | ------------------- | ---- |
| Copa de la Liga | Real Valladolid Deportivo | Madrid y Valladolid | 1984 |